# Фіпа
Фі́па (вафіпа, фіба) — народ групи банту в Танзанії.

## Тариторія, чисельність, мова і релігія
Люди фіпа проживають у південно-західній частині, а саме в міжозер'ї Танганьїки і Рукви, адміністративно це міські райони Нкансі та Сумбаванґа регіону Руква. 
Згідно з даними на 2009 рік представників народу фіпа — 713 тисяч осіб. Доволі сильний субетнічний поділ, за ділектами (див. нижче). 
Розмовляють мовою фіпа (кіфіпа, ичіфіпа), що є писемною (писемність на основі латинки; є словник і тексти). Сильне діалектне членування — ква (Kwa), міланзі (Milanzi), північний фіпа або кандасі (Kandasi), південний фіпа, сіїва ( Siiwa), нкваамба (Nkwaamba), кваафі (Kwaafi), нтіле (Ntile), пеемба (Peemba). Понад половину всіх етнічних фіпа розмовляє говіркою, що є мовним покручем т.зв. фіпа-мамбве (Fipa-Mambwe), а по суті діалектом мови мамбве.
За релігією фіпа є переважно католиками, зовсім мало мусульман, до третини сповідують традиційні культи (кінець ХХ ст.).

## З етнічної історії
Люди фіпа проживають на безлісому плато, яке спускається до озера Танганьїка, і є ніби містком між Східною та Центральною Африкою (Конго). Були організовані у вождівства, серед яких виділялись королівства Міланзі та Нкансі, провідну роль у яких відігравали як місцеві династії ковалів, так і прийшлих тутсі. 
У ХІХ ст. фіпа являли собою достатньо патріархальне і мирне суспільство, втім з контактами з прибережними племенами, а значить, втягнуте в торгові зносини, зокрема і работоргівлю. Почала формуватись військова організація, за зразком хехе. 
Наприкінці ХІХ ст. край Уфіпа відвідали перші мандрівники-європейці: німецький дослідник Пауль Райхард (Paul Reichard, бл. 1882), англійський чиновник і дослідник Гаррі Гамільтон Джонстон (1889-1990). Тоді ж фіпа підпали під європейське колоніальне владарювання.

## Економіка, суспільство й культура
Традиційні заняття народу фіпа — тропічне перелогове ручне землеробство (просо, сорго, маніок, арахіс, бобові, гарбузи, батат, кукурудза, банани).  Основне ремесло — різьблення по дереву (маски, меблі тощо).
З ХХ ст. у фіпа поширене відхідництво на плантації кави й бананів.
Традиційна соціальна організація народу фіпа — вождівство, патрилатеральні родові групи; мала патрилокальна сім'я.
Тип поселення у фіпа — розкиданий. Традиційне житло — кругле, з жердин, обмазаних глиною, з конічною верхівкою.
Національна кухня фіпа включає різноманітні юшки й каші з проса та сорго, хлібці з гострими приправами; клубні маніоку, ямсу, батату й банани споживають смаженими і вареними; з соку пальм і бананів варять пиво. В приозерних районах популярні страви з риби.
Традиційний одяг — набедрена пов'язка є прийнятною в сільській місцевості під час трудової діяльності (напр., польові роботи). Носили також довгі бавовняні накидки на кшталт тог, у чорно-білі смуги, причому ткацтво було чоловічою справою.
Вірування фіпа представлені пантеоном різних божеств, зокрема верховним Умвееле (Umweele) і усобленням всього лихого Катаї (Katai), місцевими духами річок, скель, дерев, пітонів, культом предків.
У фіпа багата музична культура (численні музичні інструменти — струнні, духові, ксилофони, барабани), зберігається усна народна творчість (словесні формули-привітання, казки, прислів'я та приказки, вислови-побажання).